# Suzhou RunHua Global Center
Das Suzhou RunHua Global Center ist ein Hochhauskomplex im Stadtbezirk Wuzhong der chinesischen Stadt Suzhou. Der Komplex besteht aus den zwei Hochhäusern Suzhou RunHua Global Building A, (chinesisch 蘇州盛高環球大廈A座 / 苏州盛高环球大厦A座, Pinyin Sūzhōu Shènggāo Huánqiú Dàshà A-zuò) und Suzhou RunHua Global Building B (chinesisch 蘇州盛高環球大廈B座 / 苏州盛高环球大厦B座, Pinyin Sūzhōu Shènggāo Huánqiú Dàshà B-zuò). Erstgenanntes Gebäude war bei der Eröffnung mit 282 Metern und 49 Etagen der zweithöchste Wolkenkratzer der Stadt.
Baubeginn des Komplexes war 2007, die Fertigstellung erfolgte im Jahr 2010. Der Entwurf wurde vom Architekturbüro ECADI erstellt.